# Episodi di Una famiglia americana (quarta stagione)
La quarta stagione della serie televisiva Una famiglia americana è stata trasmessa in anteprima negli Stati Uniti d'America dalla CBS tra l'11 settembre 1975 e il 4 marzo 1976.
| nº | Titolo originale     | Titolo italiano | Prima TV USA      | Prima TV Italia |
| -- | -------------------- | --------------- | ----------------- | --------------- |
| 1  | The Sermon           |                 | 11 settembre 1975 |                 |
| 2  | The Genius           |                 | 18 settembre 1975 |                 |
| 3  | The Fighter          |                 | 25 settembre 1975 |                 |
| 4  | The Prophecy         |                 | 2 ottobre 1975    |                 |
| 5  | The Boondoggle       |                 | 9 ottobre 1975    |                 |
| 6  | The Breakdown        |                 | 16 ottobre 1975   |                 |
| 7  | The Wing-Walker      |                 | 23 ottobre 1975   |                 |
| 8  | The Competition      |                 | 30 ottobre 1975   |                 |
| 9  | The Emergence        |                 | 6 novembre 1975   |                 |
| 10 | The Loss             |                 | 13 novembre 1975  |                 |
| 11 | The Abdication       |                 | 20 novembre 1975  |                 |
| 12 | The Estrangement     |                 | 4 dicembre 1975   |                 |
| 13 | The Nurse            |                 | 11 dicembre 1975  |                 |
| 14 | The Intruders        |                 | 18 dicembre 1975  |                 |
| 15 | The Search           |                 | 1º gennaio 1976   |                 |
| 16 | The Secret           |                 | 8 gennaio 1976    |                 |
| 17 | The Fox              |                 | 15 gennaio 1976   |                 |
| 18 | The Burnout (Part 1) |                 | 22 gennaio 1976   |                 |
| 19 | The Burnout (Part 2) |                 | 22 gennaio 1976   |                 |
| 20 | The Big Brother      |                 | 29 gennaio 1976   |                 |
| 21 | The Test             |                 | 5 febbraio 1976   |                 |
| 22 | The Quilting         |                 | 12 febbraio 1976  |                 |
| 23 | The House            |                 | 19 febbraio 1976  |                 |
| 24 | The Fledgling        |                 | 26 febbraio 1976  |                 |
| 25 | The Collision        |                 | 4 marzo 1976      |                 |